# Christuskirche (Kronach)

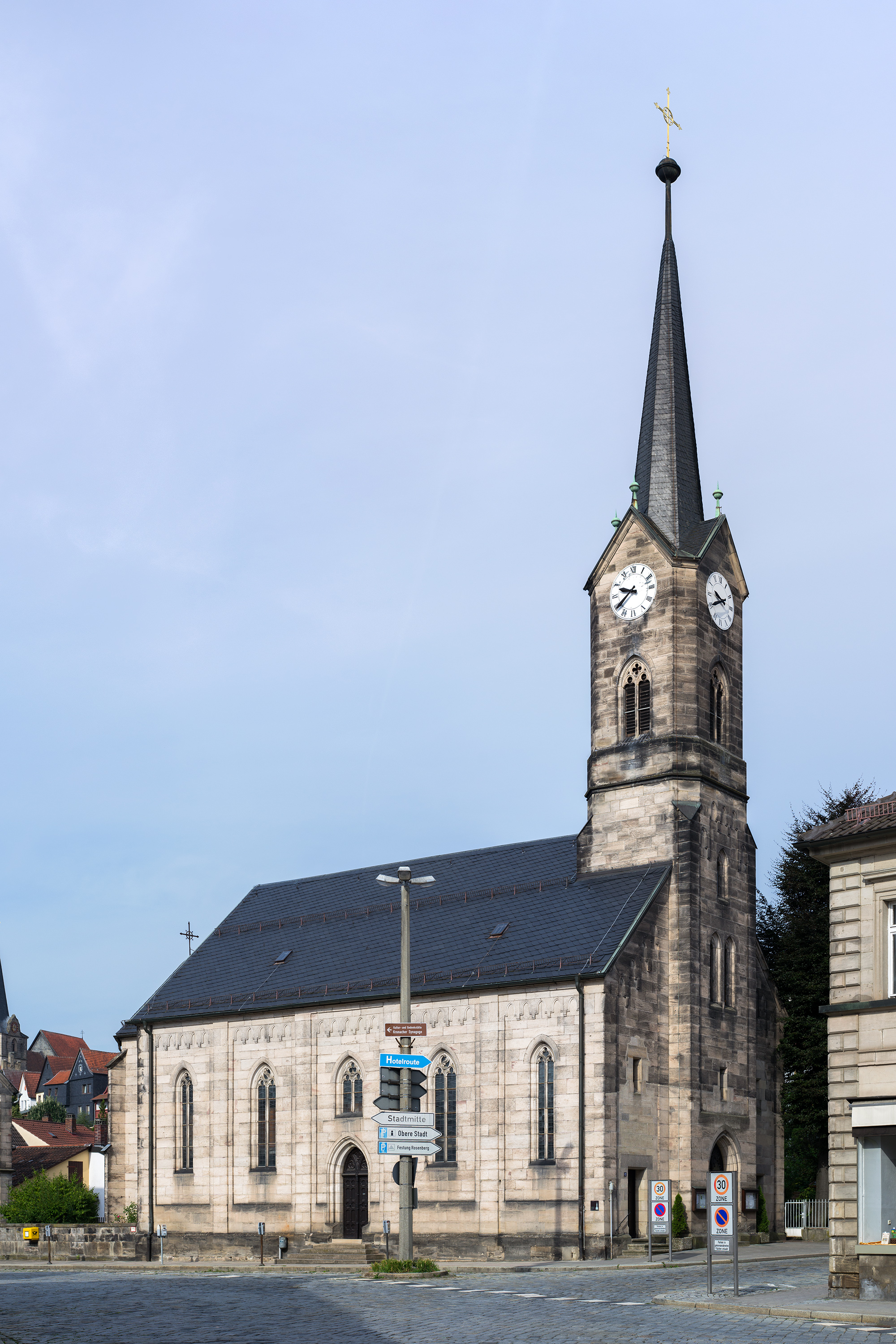
Christuskirche

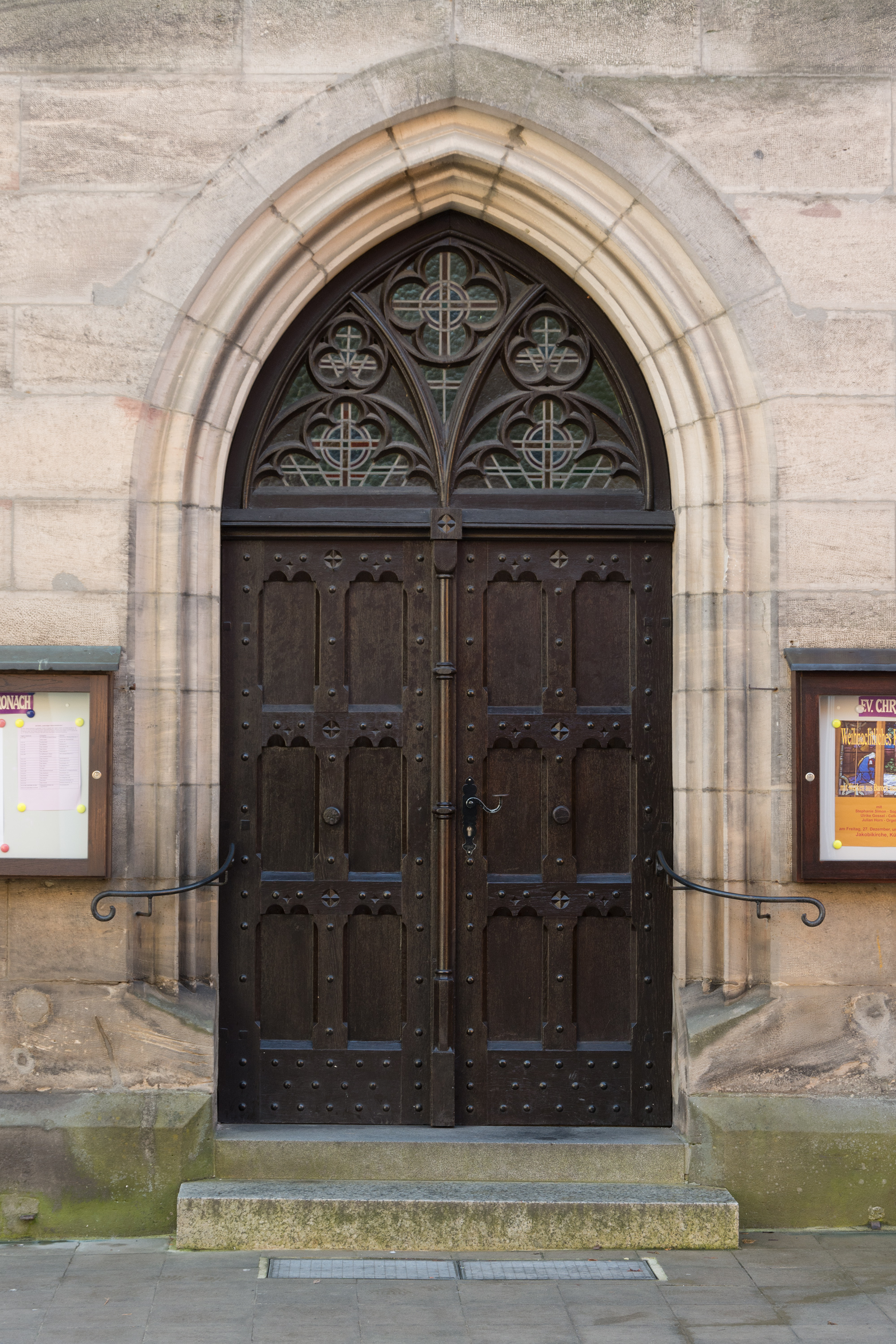
Portal an der Nordseite

Die Christuskirche ist ein unter Denkmalschutz stehendes evangelisch-lutherisches Kirchengebäude in der oberfränkischen Stadt Kronach.

## Lage und Baubeschreibung
Das Kirchengebäude befindet sich östlich der Kronacher Altstadt am südöstlichen Ende der Strauer Straße. Die Hauptachse der Kirche verläuft mit einer Abweichung von etwa 30° im Uhrzeigersinn annähernd in Nord-Süd-Richtung entlang der Johann-Nikolaus-Zitter-Straße.
Die Christuskirche ist eine schlicht gehaltene Saalkirche, die im Stil der Neugotik aus Sandsteinquadern errichtet wurde. Über dem von zwei kleineren Portalen flankierten großen Eingangsportal an der Nordseite erhebt sich der mit einem Spitzhelm versehene Fassadenturm, ein weiteres großes Portal führt an der Ostseite in das Gebäude. An der Südseite bildet der eingezogene, polygonal geschlossene Chor, an dessen Westseite sich das Sakristeigebäude befindet, den Abschluss des Kirchenbaus.

## Geschichte
Bedingt durch die Geschichte der Stadt, die mehrere Jahrhunderte lang zum katholischen Hochstift Bamberg gehörte, wurde evangelischen Christen erst nach der Säkularisation des Hochstifts im Jahr 1803 das Bürgerrecht in Kronach gewährt. Während heute rund ein Drittel der Einwohner evangelisch ist, hatte die evangelische Kirchengemeinde bei ihrer Gründung im Jahr 1859 nur etwa 400 Mitglieder. Dennoch gelang der Gemeinde mit finanzieller Unterstützung durch das Gustav-Adolf-Werk die Errichtung ihrer Pfarrkirche. Die Grundsteinlegung erfolgte am 16. Juli 1860. Die Pläne für den Bau stammten von Kreisbaudirektor Adolph Zeitler aus Bayreuth, ausgeführt wurden die Arbeiten von Baumeister Georg Zeuß aus Vogtendorf, in dessen beiden Steinbrüchen der zum Bau verwendete Sandstein gebrochen wurde. Die Baukosten betrugen rund 33.000 Gulden. Am 25. September 1861 wurde die Kirche eingeweiht.
Die drei Glocken der Kirche wurden 1924 in Regensburg gegossen. Ihre Vorgänger, die im Jahr 1901 gestiftet worden waren, mussten während des Ersten Weltkrieges zur Finanzierung von Kriegsmaterial abgegeben werden. Im Jahr 1925 wurden die beiden Seitenemporen eingebaut.

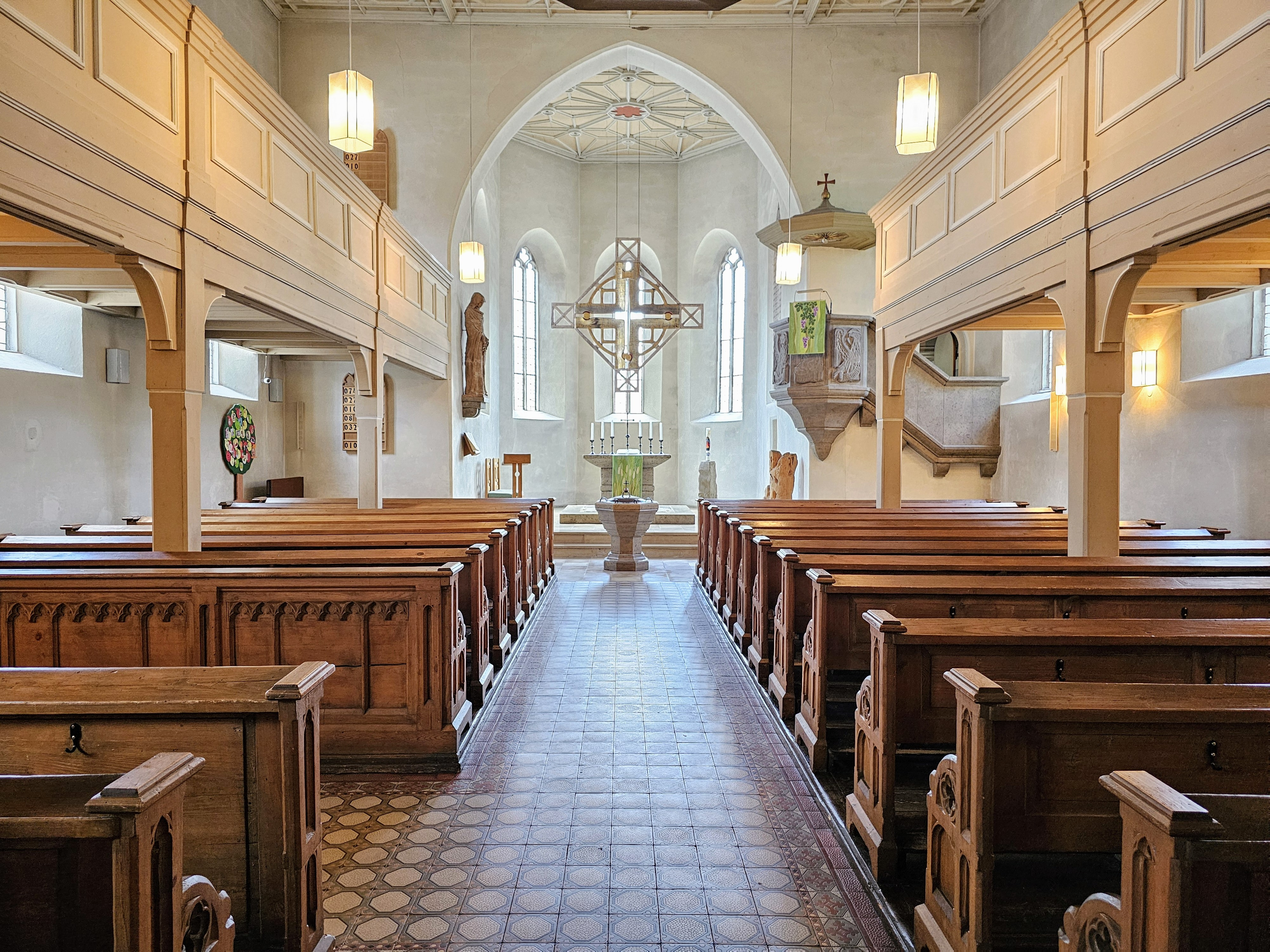
Innenraum

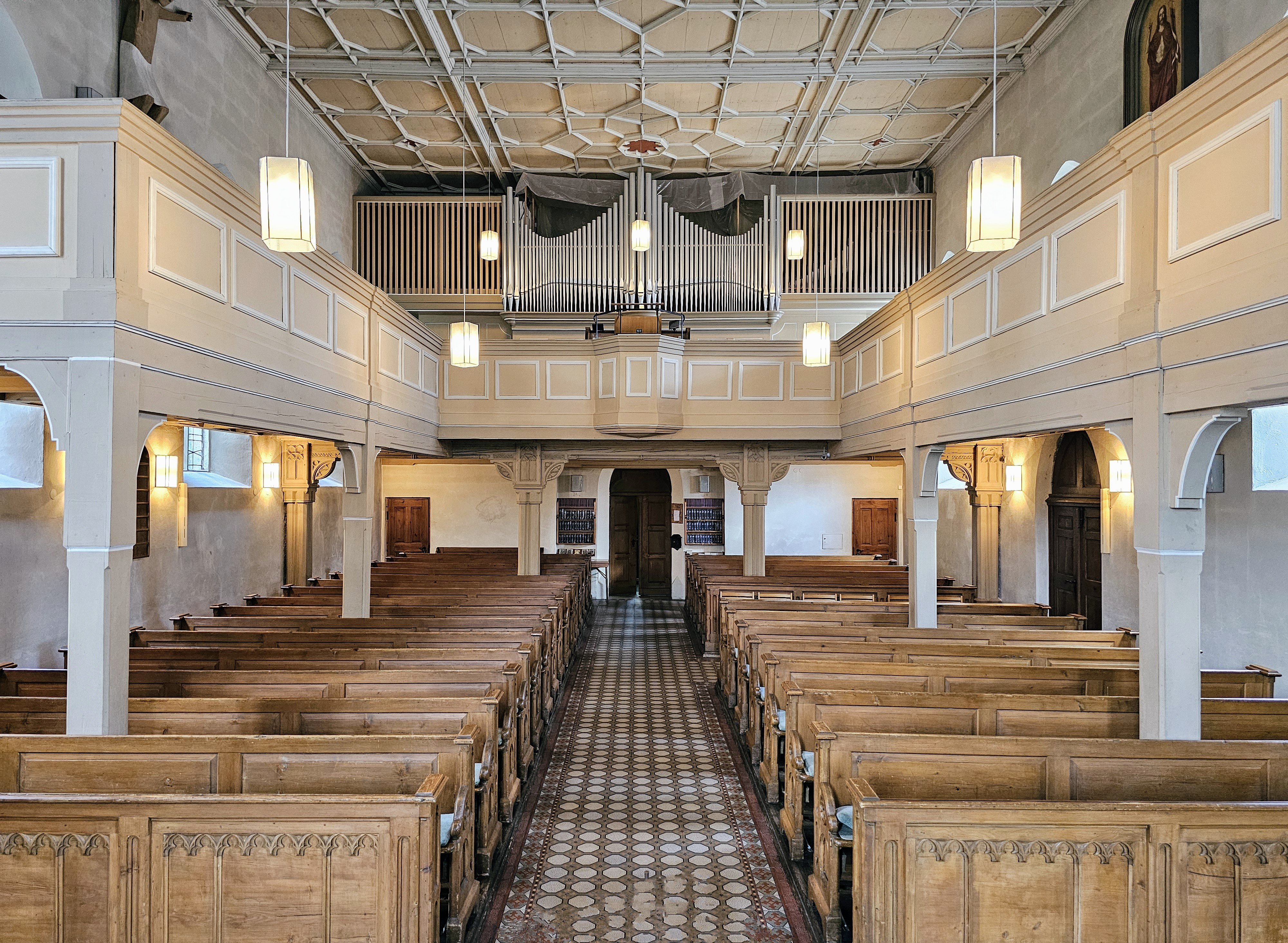
Blick zur Orgel

Die beiden kleineren Portale, die das große Hauptportal an der Nordseite flankieren, und die drei rechteckigen Fensteröffnungen über den Portalen wurden erst in der zweiten Hälfte des 20. Jahrhunderts eingerichtet. Ursprünglich befanden sich beiderseits des Nordportals hohe spitzbogige Fensteröffnungen wie an den Längsseiten der Kirche. Das linke Fenster wurde in den 1920er oder 1930er Jahren als Zugang zur Empore umgebaut, der über eine überdachte Treppe an der Außenseite des Gebäudes erreichbar war.
Das Kirchengebäude wurde während des Zweiten Weltkriegs bei Luftangriffen auf die Stadt Kronach im April 1945 in Mitleidenschaft gezogen. Die Schäden wurden im Jahr 1947 beseitigt.
Ihren heutigen Namen erhielt die Christuskirche am 28. September 1986 anlässlich ihres 125-jährigen Bestehens.
Am 18. Juli 2014 wurden die durch Witterungseinflüsse in Mitleidenschaft gezogenen Zifferblätter an der Ost- und der Südseite des Kirchturms abgenommen. Beide wurden zusammen mit dem Stellwerk der Turmuhr von einer in Rothenburg ob der Tauber ansässigen Firma restauriert und am 28. Oktober 2014 wieder am Kirchturm montiert.

## Orgel
Die Orgel wurde von dem Orgelbauer Steinmeyer erbaut. Das Instrument ist romantisch disponiert. Es hat 28 Register auf drei Manualen und Pedal.
| I Schwellwerk C–g3 |                 |       |
| 1.                 | Pommer          | 8′    |
| 2.                 | Hohlflöte       | 8′    |
| 3.                 | Geigenprinzipal | 4′    |
| 4.                 | Gedeckt Flöte   | 4′    |
| 5.                 | Waldflöte       | 2′    |
| 6.                 | Sesquialtera    | 2 ⁄3′ |
| 7.                 | Mixtur          | 1 ⁄3′ |
| 8.                 | Krummhorn       | 8′    |
|                    | Tremulant       |       |

| II Hauptwerk C–g3 |            |     |
| 9.                | Quintade   | 16′ |
| 10.               | Prinzipal  | 8′  |
| 11.               | Salizional | 8′  |
| 12.               | Koppel     | 8′  |
| 13.               | Oktave     | 4′  |
| 14.               | Gemshorn   | 4′  |
| 15.               | Oktave     | 2′  |
| 16.               | Mixtur     | 2′  |
| 17.               | Trompete   | 8′  |

| III Oberwerk C–g3 |                  |       |
| 17.               | Gambe            | 8′    |
| 18.               | Vox celeste      | 8′    |
| 19.               | Gedackt          | 8′    |
| 20.               | Flute harmonique | 4′    |
| 21.               | Nasard           | 2 ⁄3′ |
| 22.               | Oboe             | 8′    |

| Pedal C–f1 |             |     |
| 23.        | Subbaß      | 16′ |
| 24.        | Oktavbaß    | 8′  |
| 25.        | Violoncello | 8′  |
| 26.        | Choralbaß   | 4′  |
| 27.        | Rohrflöte   | 2′  |
| 28.        | Fagott      | 16′ |

- Koppeln: I/II, III/II, III/III (Superkoppel), I/P, II/P, III/P